# What Have You Done for Me Lately
Singles de Janet Jackson
Start Anew
(1985) Nasty
(1986)
Pistes de Control
Nasty
(2) You Can Be Mine
(4)
What Have You Done for Me Lately est le premier single extrait du troisième album studio de Janet Jackson intitulé Control (1986). Ce single est sorti le 13 janvier 1986 et est écrit par Janet Jackson, Jimmy Jam et Terry Lewis. Au fur et à mesure de l'écriture, le titre fut modifié pour exprimer les sentiments de Jackson sur sa récente annulation de mariage avec James DeBarge en 1985. Les paroles parlent de la frustration d'une femme avec son partenaire.
Les critiques de What Have You Done for Me Lately sont positives pour la plupart. Selon les critiques, la chanson efface « l'image d'ingénue pop » de ses deux premiers albums et lui donne une image de « femme indépendante ». La chanson reçoit une nomination à la 29e cérémonie des Grammy Awards dans la catégorie « Meilleure chanson R&B ». La chanson arrive quatrième dans le Billboard Hot 100 et est certifié disque d'or par la Recording Industry Association of America (RIAA). Elle est numéro un aux Pays-Bas et atteint le top 10 en Allemagne, au Royaume-Uni et en Suisse.
Le clip, d'une durée de presque 4 minutes, est réalisé par Brian Jones et Piers Ashworth en décembre 1985 et chorégraphié par Paula Abdul. Le clip de What Have You Done for Me Lately gagne une récompense aux Soul Train Music Awards dans la catégorie « Meilleure vidéo R&B/Soul » en 1987. La chanteuse interprète cette chanson durant la cérémonie des Grammy Awards en 1987. Du Rhythm Nation World Tour au Rock Witchu Tour, Jackson a chanté What Have You Done for Me Lately. La chanson a été reprise par Prince et est souvent perçue comme la chanson qui a fait connaître Janet Jackson.

## Genèse
En 1982, Joseph Jackson arrange un contrat avec le label A&M Records pour sa fille Janet, alors âgée de seize ans. Joseph supervise la production de ses premiers albums, Janet Jackson (1982) et Dream Street (1984). Jackson est, au départ, assez réticente de commencer une carrière : « Je sortais de Fame, une émission télé que je détestais. Je ne voulais pas faire le premier disque. Je voulais aller au lycée. Mais j'ai fait ça pour mon père... ». Elle affirme avoir fréquemment été en conflit avec ses producteurs. Cernée par ses problèmes professionnels, elle se rebiffe contre les volontés de sa famille en épousant James DeBarge du groupe DeBarge en 1984. Les Jackson sont contre cette relation à cause de l'immaturité de DeBarge et de sa consommation de substances illicites. Jackson quitte son mari en janvier 1985 et obtient l'annulation de son mariage quelque temps plus tard.
Jackson éloigne son père et engage John McClain, vice-président de l'Artists and Repertoire d'A&M Records, comme son manager. À propos de cette décision, elle déclare : « J'avais besoin de sortir de la maison, de sortir de l'oppression de mon père, ce qui a été l'une des choses les plus difficiles que j'ai dû faire car je devais lui dire que je ne voulais plus travailler avec lui ». Son père, lui, en veut à McClain pour ce qu'il voit comme une tentative sournoise de voler la carrière de sa fille sous son commandement. McClain répond : « Je n'essaie pas de maquereauter Janet Jackson ou de l'éloigner de son père ». Il l'introduit à l'écriture et la présente au duo Jimmy Jam et Terry Lewis, ex-membres de The Time et associés de Prince.

## Conception et thématique
Alors que Joseph Jackson demande que l'album soit enregistré à Los Angeles pour garder un œil sur sa fille, Jam et Lewis refusent. Ils demandent que la production de l'album soit faite dans leur studio de Minneapolis, « loin du strass et des paillettes de Hollywood et des ingérences des pères managers ». L'album Control est enregistré aux studios Flyte Time, siège du label Flyte Time Records, le label fondé par Jam et Lewis à Minneapolis. Jackson y enregistre tout l'album mais McClain veut une chanson plus entraînante dans l'album. Jackson retourne à Minneapolis et enregistre une chanson intitulée What Have You Done for Me Lately qui est d'abord destinée à un disque de Jam et Lewis. Jam se remémore : « Elle était assise dans le salon et disait 'Mec, c'est une chanson funky. C'est pour qui ?' On lui a dit 'C'est pour toi' et elle a répondu 'Oh, cool !'. Je pense qu'elle était vraiment ravie quand elle a entendu la chanson ».
Les paroles sont réécrites pour mieux s'apparenter à la récente annulation de mariage de Jackson et DeBarge. C'est la dernière chanson enregistrée sur Control et est choisie comme premier single car Jam et Lewis pensent qu'elle représente le mieux l'attitude de Jackson face à la vie : « Je pense que c'est très représentatif de la ténuité et du funk que le reste de l'album évoque ainsi que de l'attitude que Janet a sur le fait d'être maîtresse de sa vie, de devenir mature à tel point qu'elle a des avis bien tranchés sur ce qu'elle veut dire ». La chanson s'inspire de l'une de ses expériences à Minneapolis lors de l'enregistrement de Control. Un groupe d'hommes lui fait des avances près de l'hôtel où elle séjourne. « Ils étaient violents. Me menaçaient sexuellement. Au lieu de chercher à me protéger chez Jam et Lewis, je suis restée là. Je les ai dégagés. C'est comme ça que des chansons comme Nasty et What Have You Done for Me Lately sont nées, par goût d'autodéfense ».

## Structure musicale
What Have You Done for Me Lately est décrite comme une chanson dance entraînante,. Elle démarre par une conversation entre Jackson et une amie. Du point de vue des paroles, la chanteuse se demande pourquoi son petit ami n'est plus aussi attentionné qu'auparavant. Il ne la considère plus comme avant, ce par quoi la chanteuse rétorque qu'il est « lâche ». Elle chante : « Je ne demande jamais plus que ce que je mérite, tu sais que j'ai raison. On dirait que tu te crois être l'envoyé de Dieu sur cette terre. Je suis en train de te dire que ce n'est pas le cas, ». Veda A. McCoy, auteur du livre Lifepower: Six Winning Strategies to a Life of Purpose, Passion & Power affirme que la chanson nous fait rappeler que « la vie va au-delà de ce que l'on dit. La vie désigne aussi ce que l'on fait ». Le magazine Vibe note qu'avec What Have You Done for Me Lately, Jackson se poste contre les hommes. Chris Smith, du magazine New York, trouve que le refrain est « pleinement agressif ». Dans une publication du Billboard, Nelson George indique un rythme « dérisoire et impitoyable ».

## Accueil

### Critiques
What Have You Done for Me Lately reçoit généralement des bonnes critiques. Rod Hoeburger, du magazine Rolling Stone, pense que What Have You Done for Me Lately efface « l'image de l'ingénue pop » de ses premiers albums. Selon William Ruhlmann d'AllMusic, Jackson est une « femme agressive et indépendante » dans la chanson. Connie Johnson de Los Angeles Times donne une critique positive en soulignant son « autorité qui a du punch ». Eric Henderson de Slant Magazine trouve que la chanson émancipe les femmes et précède No Scrubs de plus d'une décennie. Pour Kenneth Partridge du Billboard, la chanson a « des paroles effarantes et assurées, un rythme entraînant, un riff de synthé claquant et un pont étonnamment enjoué ». What Have You Done for Me Lately est à la 341e place du classement des 500 meilleures chansons de Blender. Pour la 29e cérémonie des Grammy Awards en 1987, What Have You Done for Me Lately est nommée dans la catégorie « Meilleure chanson R&B » mais perd face à Sweet Love d'Anita Baker.

### Accueil commercial

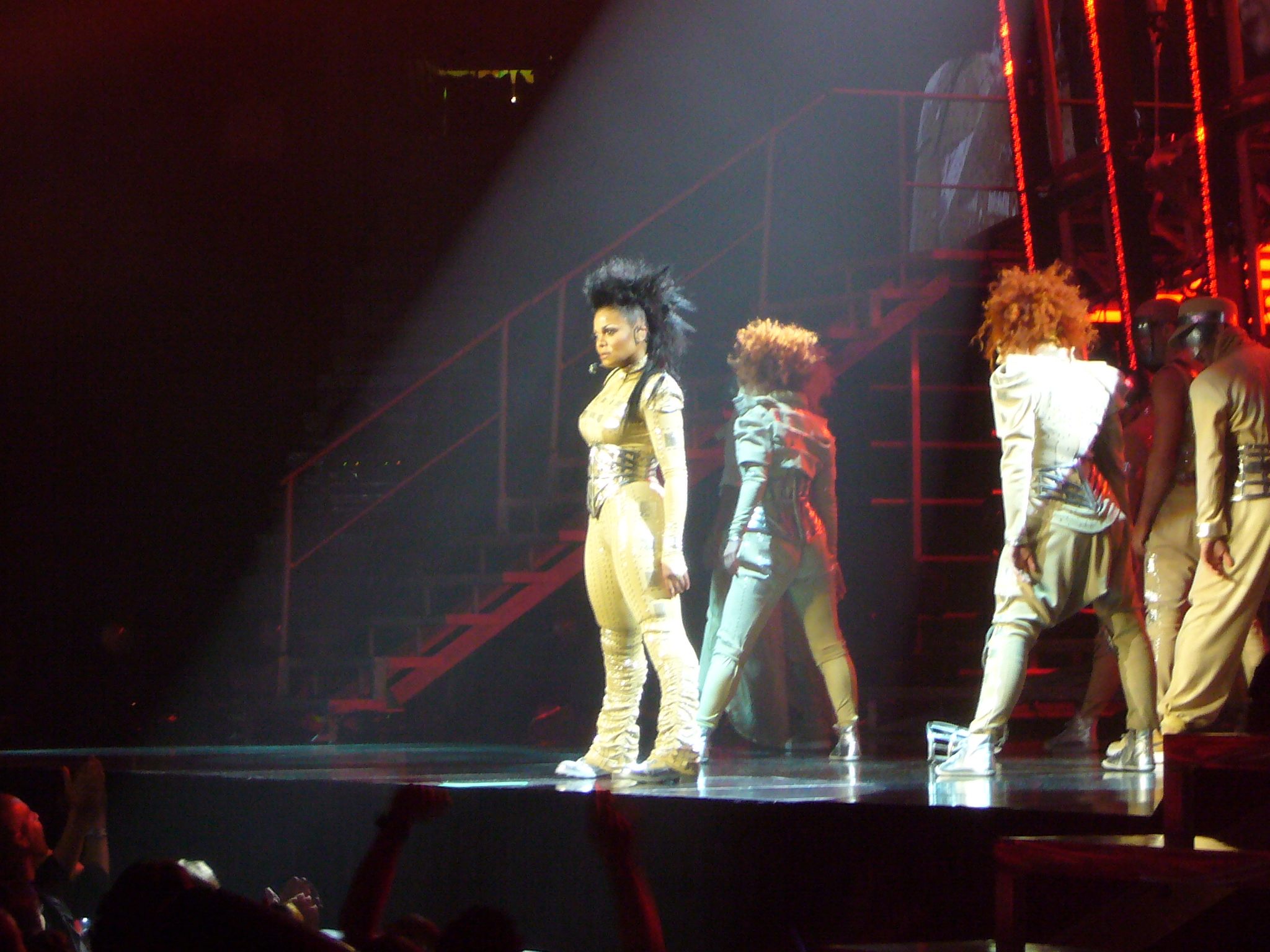
En 2008, Jackson interprète la chanson lors de la tournée Rock Witchu Tour.

What Have You Done for Me Lately sort en single le 13 janvier 1986. Elle entre dans le Billboard Hot 100 à la 95e place. La chanson monte progressivement jusqu'à la quatrième place le 17 mai. Elle passe 21 semaines dans le hit-parade et devient le premier top 110 de Jackson. La chanson est numéro un du Hot R&B/Hip-Hop Songs et numéro deux du Hot Dance Club Songs,. Elle devient le premier numéro un de Jackson dans le Hot R&B/Hip-Hop Songs. Elle termine 43e dans le classement annuel. Elle est certifiée disque d'or par la Recording Industry Association of America (RIAA) pour la vente de 500 000 exemplaires. Au Canada, What Have You Done for Me Lately entre à la 92e place du classement de RPM. Elle arrive en sixième place le 14 juin, devenant le premier top 10 de Jackson, et sort du classement après 24 semaines,. Elle finit à la 53e du classement annuel.
Au Royaume-Uni, What Have You Done for Me Lately entre à la 67e place du UK Singles Chart le 22 mars 1986 et atteint la troisième place le 3 mai,. Elle reste quatorze semaines dans le hit-parade et est certifiée disque d'argent par la British Phonographic Industry (BPI) pour la vente de 200 000 exemplaires. En Nouvelle-Zélande, la chanson entre en 27e position et passe neuf semaines dans le classement. En Australie, elle arrive à la sixième place du Kent Music Report. Aux Pays-Bas, elle reste numéro un pendant trois semaines. Il s'agit du premier numéro un de Jackson. En Europe, elle arrive à se classer dans le top 10 en Allemagne, Belgique, Irlande et Suisse.

## Clip
Le clip de What Have You Done for Me Lately est réalisé par Brian Jones et Piers Ashworth en décembre 1985. La chorégraphe, Paula Abdul, apparaît dans le clip comme l'une des amies de Jackson. Selon un numéro du magazine Jet, Abdul « combine l'énergie sexuelle avec des mouvements séduisants et gracieux. La combinaison propulse Janet dans la catégorie des superstars sexys. Quiconque voit la vidéo est témoin du fait que Janet est en effet une femme adulte ». Tina Landon apparaît aussi dans le clip et sera plus tard la chorégraphe de Jackson. Dans son livre True You, Jackson indique que son label pensait qu'il était important qu'elle apparaisse plus mince dans le clip :

« Toute ma vie, sauf à ce moment précis où ma carrière s'arrêtait, on m'a dit que je n'avais pas les moyens de me prononcer. [...] Nous [Paula Abdul et elle] partagions la même maison et avons passé des semaines à faire de l'exercice [au Canyon Ranch]. [...] J'étais motivée comme jamais pour atteindre le sommet. [...] Je me sentais bien quand tout cela s'est fini. J'appréciais les compliments sur mes « nouvelles » formes. J'ai tourné le clip et en quelque sorte, refabriqué mon image. »

Le clip est diffusé pour la première fois sur la chaîne BET le 17 février 1986. Dans le clip, Jackson va dans un petit restaurant avec ses amies pour leur parler de ses problèmes de couple. Son petit ami arrive avec des amis et Jackson décide de partager ses sentiments sur sa relation. Dans la réalité, le restaurant est sombre avec des couleurs ternes. Dans ses rêves, tout est coloré et en deux dimensions.
Le clip de What Have You Done for Me Lately remporte un Soul Train Music Award dans la catégorie « Meilleur clip R&B/Soul ou Rap » en 1987. En 1986, le magazine Vanity Fair dit que Jackson « pourrait être le jumeau androgyne de Michael jusque dans son coude, l'accusateur s'aveugle dans ses yeux, les diagonales écroulantes de ses pas de danse ».

## Interprétations scéniques
Jackson interprète What Have You Done for Me Lately lors de l'émission Soul Train le 29 mars 1986. Elle l'interprète lors de la cérémonie des Grammy Awards de 1987 accompagnée de Jam, Lewis et de danseurs. Elle interprète également la chanson à chaque tournée. Elle est la troisième chanson de la programmation de la tournée Rhythm Nation 1814 Tour (1990). Elle interprète What Have You Done for Me Lately en compagnie de ses danseuses Tina Landon et Karen Owens avant d'enchaîner sur Let's Wait Awhile. Lors du Janet World Tour, elle en fait un medley avec Nasty. Selon Jon Pareles de The New York Times, Jackson est une vocaliste plus puissante que lors de sa précédente tournée. Pour What Have You Done for Me Lately, elle a une voix syncopée, différente de la version originale.
Jackson interprète la chanson lors d'un medley « frénétique » avec Control, The Pleasure Principle, Nasty et Throb lors de la tournée Velvet Rope Tour (1998). Le medley du 11 octobre 1998 au Madison Square Garden a été retransmis à la télévision dans une émission de HBO intitulée The Velvet Rope: Live in Madison Square Garden et apparaît sur la vidéo The Velvet Rope Tour – Live in Concert en 1999. Lors de la tournée All for You Tour (2001-2002), Jackson reprend What Have You Done for Me Lately dans un medley avec Control et Nasty. Selon Denise Sheppard de Rolling Stone, c'était un « autre favori du public ; que l'on pourrait peut-être mieux qualifier de partie la plus acharnée de la soirée » et ajoute que « cette interprète—qui est sur scène depuis 28 ans—sait pourquoi est venu le public et elle leur donne incontestablement ». Le medley apparaît lors du dernier concert à Hawaii et est inclus dans la vidéo Janet: Live in Hawaii (2002).
Lors de la tournée Rock Witchu Tour (2008), elle ouvre le concert avec un medley de The Pleasure Principle, Control et What Have You Done for Me Lately. Après une interlude, Jackson entre sur scène au milieu d'un feu d'artifice et de la fumée,. Pour la promotion de sa compilation Number Ones, Jackson interprète un medley de Control, Miss You Much, What Have You Done for Me Lately, If, Make Me et Together Again lors des American Music Awards de 2009,. Lors de l'Essence Music Festival de 2010, elle chante What Have You Done for Me Lately. Elle interprète également la chanson lors de la tournée Number Ones: Up Close and Personal en 2011. Le 30 août, elle dédicace la chanson à Portland car elle dédicace une chanson à son public dans chaque ville où elle se produit.

## Utilisation dans les médias et postérité

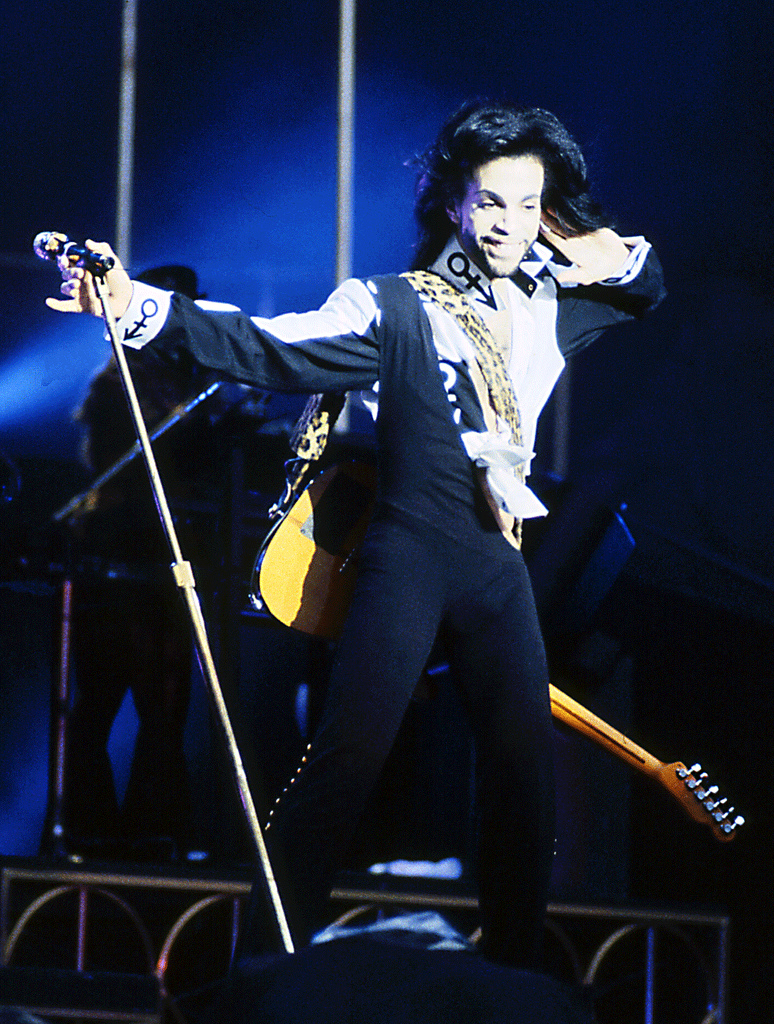
Prince mélange What Have You Done for Me Lately avec sa chanson Partyman lors de sa tournée Nude Tour (1990).

What Have You Done for Me Lately est souvent citée dans le film Eddie Murphy Raw (1987) comme la question que posent les femmes avant de quitter leur partenaire. La chanson est présente dans le film télévisée The Parent Trap III (1989), notamment lorsque le personnage Jessie (Monica Creel) interprète la chanson lors d'un karakoé parodiant les Jackson Five. Le chanteur Prince mélange What Have You Done for Me Lately avec sa chanson Partyman lors de sa tournée Nude Tour (1990). Il interprète à nouveau la chanson en 2013 lors de quelques concerts à Uncasville. LaToya Jackson, la sœur de Janet, sample la chanson pour Wild Side, une chanson de son album No Relations (1991). What Have You Done for Me Lately apparaît dans un medley de Sister Act, acte 2 (1993) et est reprise par le groupe américain Sharon Jones & The Dap-Kings en 2002 pour leur premier album Dap Dippin' with Sharon Jones and the Dap-Kings,.
What Have You Done for Me Lately est souvent perçue comme l'un des singles qui a aidé Jackson à être connue. Elle est à la 341e place de la liste « The 500 Greatest Songs Since You Were Born » de Blender. Elle est comparée à d'autres chansons sur l'émancipation féminine interprétées par des femmes noires comme New Attitude de Patti LaBelle, Better Be Good to Me de Tina Turner et Sisters Are Doin' It for Themselves d'Aretha Franklin. Oprah Winfrey commente : « Tout ce que vous voyez dans le domaine de l'art et du spectacle sont des femmes noires intériorisant l'idée de la fierté et de l'unité noire... Les femmes noires ont commencé à écouter leurs propres signaux plutôt que la société ou l'idée de la communauté noire sur ce qu'elle doit être ». En 2012, dans son livre Leadership Isn't For Cowards: How to Drive Performance by Challenging People, Mike Staver écrit que « What Have You Done for Me Lately n'est pas juste une vieille chanson de Janet Jackson mais un air régulier chanté par les leaders tous les jours ».

## Versions
| Single 45 tours australien/américain/canadien, 1. What Have You Done for Me Lately — 3:28 2. He Doesn't Know I'm Alive — 3:30 Single 33 tours australien/américain/canadien (promo)/européen, 1. What Have You Done for Me Lately (Extended Mix) — 7:00 2. What Have You Done for Me Lately (Dub Version) — 6:35 3. What Have You Done for Me Lately (A Cappella Version) — 2:19 Single 33 tours canadien 1. What Have You Done for Me Lately (Extended Mix) — 7:00 2. Nasty (Extended) — 6:00 3. Nasty (Instrumental) — 4:00 4. Nasty (A Cappella) — 2:55 | Single 45 tours britannique 1. What Have You Done for Me Lately (Single Version) — 3:28 2. Young Love — 4:56 Single 33 tours britannique 1. What Have You Done for Me Lately (Extended Mix) — 7:00 2. What Have You Done for Me Lately (Dub Version) — 6:35 3. Young Love — 4:56 Single 45 tours européen 1. What Have You Done for Me Lately (Single Version) — 3:28 2. He Doesn't Know I'm Alive — 3:30 |

## Crédits
- Janet Jackson : chant, auteur, producteur, synthétiseur, arrangement
- Jimmy Jam : auteur, producteur, synthétiseur, percussions, piano acoustique, chœurs, arrangement, assistant ingénieur
- Terry Lewis : auteur, producteur, batterie, percussions, chœurs, arrangement, ingénieur du son
- Melanie Andrews : chœurs
- Steve Hodge : ingénieur du son, mixage

Crédits issus de l'album Control.

## Classements et certifications
| Classement (1986)                          | Meilleure position |
| ------------------------------------------ | ------------------ |
| Afrique du Sud (Springbok Radio)           | 19                 |
| Allemagne (Media Control AG)               | 8                  |
| Australie (Kent Music Report)              | 6                  |
| Belgique (Wallonie Ultratop 50 Singles)    | 7                  |
| Canada (RPM)                               | 6                  |
| Irlande (Irish Recorded Music Association) | 10                 |
| Nouvelle-Zélande (RMNZ)                    | 27                 |
| Pays-Bas (Nederlandse Top 40)              | 1                  |
| Royaume-Uni (UK Singles Chart)             | 3                  |
| Suisse (Schweizer Hitparade)               | 9                  |
| États-Unis (Hot 100)                       | 4                  |
| États-Unis (R&B/Hip-Hop Songs)             | 1                  |
| États-Unis (Dance Club Songs)              | 2                  |

| Classement (1986) | Position |
| ----------------- | -------- |
| Canada            | 53       |
| Pays-Bas          | 39       |
| États-Unis        | 43       |

| Pays        | Certification |
| ----------- | ------------- |
| Australie   | Or            |
| Canada      | Or            |
| Royaume-Uni | Argent        |
| États-Unis  | Or            |

## Compléments
- (en) Cet article est partiellement ou en totalité issu de l’article de Wikipédia en anglais intitulé « What Have You Done for Me Lately » (voir la liste des auteurs).